# Княжая (Псковская область)
Княжая — деревня на северо-западе Бежаницкого района Псковской области.  Входит в состав сельского поселения Ашевское.
Расположена в 21 км к северо-западу от райцентра Бежаницы и в 2 км к югу от деревни Ублиска.
Численность населения деревни составляет 4 жителя (2000 год).
До 3 июня 2010 года деревня входила в состав ныне упразднённой Ново-Кузнецовской волости с центром в д. Ублиска.